# Хорольское сельское поселение (Приморский край)
Хорольское се́льское поселе́ние — сельское поселение в Хорольском районе Приморского края.
Административный центр — село Хороль.

## История
Статус и границы сельского поселения установлены Законом Приморского края от 11 октября 2004 года № 146-КЗ «О Хорольском муниципальном районе».
Законом Приморского края от 27 апреля 2015 года № 594-КЗ, Новодевицкое, Сиваковское и Хорольское сельские поселения преобразованы, путём их объединения, в Хорольское сельское поселение с административным центром в селе Хороль.

## Население
| 2008    | 2010    | 2011    | 2012    | 2013    | 2014    | 2015    |
| ------- | ------- | ------- | ------- | ------- | ------- | ------- |
| 14 217  | ↘13 242 | ↘13 226 | ↘13 037 | ↘12 757 | ↘12 640 | ↘12 555 |
| 2016    | 2017    | 2018    | 2019    | 2020    |         |         |
| ↗14 656 | ↘14 458 | ↘14 177 | ↘13 878 | ↘13 708 |         |         |

## Состав сельского поселения
| №  | Населённый пункт | Тип населённого пункта       | Население |
| -- | ---------------- | ---------------------------- | --------- |
| 1  | Ленинское        | село                         | ↘507      |
| 2  | Луговой          | село                         | ↘239      |
| 3  | Лукашёвка        | село                         | ↘123      |
| 4  | Новодевица       | село                         | ↘1221     |
| 5  | Петровичи        | село                         | ↘331      |
| 6  | Поповка          | село                         | ↘960      |
| 7  | Сиваковка        | село                         | ↘945      |
| 8  | Старобельмановка | село                         | ↘152      |
| 9  | Стародевица      | село                         | ↘102      |
| 10 | Хороль           | село, административный центр | ↘9742     |
| 11 | Хорольск         | железнодорожная станция      | ↘401      |

## Местное самоуправление
Администрация
Адрес: 692254, с. Хороль, ул. Ленинская, 77. Телефон: 8 (42347) 22-2-62
Глава администрации
- Бут Владимир Иванович